# Pachastrellidae
Famille
Synonymes
- Theneidae[2]

Les Pachastrellidae sont une famille de spongiaires de l'ordre Tetractinellida.

## Liste des genres
Selon World Register of Marine Species (1 février 2021) :
- Acanthotriaena Vacelet, Vasseur & Lévi, 1976
- Ancorella Lendenfeld, 1907
- Brachiaster Wilson, 1925
- Characella Sollas, 1886
- Nethea Sollas, 1888
- Pachastrella Schmidt, 1868
- Triptolemma de Laubenfels, 1955

## Publication originale
- Herbert J. Carter (d), 1875 : « Notes introductory to the study and classification of the Spongida. Part II. Proposed classification of the Spongida ». Annals and Magazine of Natural History, vol. 4, n. 16, p. 126-145.